# Conflicto limítrofe entre Bolivia y Perú
El conflicto limítrofe entre Bolivia y el Perú fue una disputa territorial entre ambos países, como consecuencia de la inexactitud de sus fronteras, especialmente en la región amazónica; desde la separación de las provincias del Alto Perú de España en 1825 hasta la firma del Tratado Polo-Bustamante con el Perú en 1909.

## Época colonial

### Creación del Virreinato del Perú

Audiencias del Virreinato del Perú en 1650.

El 20 de noviembre de 1542, en Barcelona, el monarca Carlos I de España dispuso, por Real Cédula, la creación de los Virreinatos del Perú y Nueva España. El nuevo virreinato comprendía nominalmente los actuales territorios de las repúblicas de Argentina, Bolivia, Chile, Colombia, Ecuador, Paraguay, Panamá, Perú y Uruguay, así como también las regiones oeste y sur de Brasil. Simultáneamente, Carlos I creaba la Real Audiencia y Chancillería de la Ciudad de los Reyes:

y te ordenamos y mandamos que en las provincias o reinos del Perú resida un virrey y una audiencia real de cuatro oidores letrados y el dicho virrey presida en la dicha audiencia la cual residirá en la ciudad de los reyes por ser en la parte mas convenible porque de aquí adelante no ha de haber audiencia en panamá.
Leyes Nuevas

El 4 de septiembre de 1559, el rey Felipe II creó, como parte del Virreinato del Perú, a la Real Audiencia de Charcas. El virrey Diego López de Zúñiga y Velasco señaló la jurisdicción de esta entidad desde "la dicha ciudad de La Plata con más de cien leguas de tierra alrededor por cada parte". Años después, se le irían integrando nuevos territorios, hasta definirse su territorio "desde el Collao hacia la Ciudad de La Plata".

### Creación del Virreinato del Río de la Plata
El 1 de agosto de 1776 se creó, de manera provisional, el virreinato del Río de la Plata, segregando la audiencia de Charcas del virreinato peruano, al mando entonces de Manuel Guirior. En 1777, se le declaró permanente, abarcando los actuales territorios de Argentina, Bolivia, Uruguay, Paraguay, partes del sur de Brasil y el norte de Chile.

### Real Cédula de 1788
El 3 de mayo de 1788 se creó, por real cédula, la Real Audiencia del Cusco con territorios que correspondían a las Audiencias de Lima y de Charcas, y a ella se le agregaron algunos partidos de la intendencia de Puno.

### Real Cédula de 1796
El 1 de febrero de 1796, la Intendencia de Puno pasó a depender del Virreinato del Perú; así también los partidos de Paucarcolla y Chucuito, que hasta entonces correspondían a la Audiencia de Charcas, pasaron a la del Cusco.

### Bando del 13 de julio de 1810

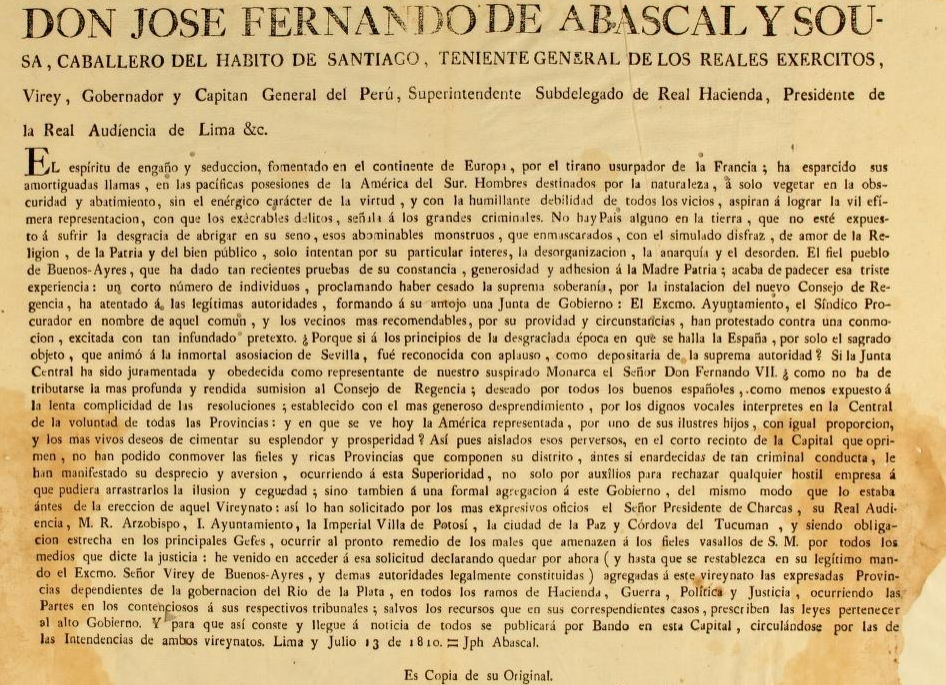
Bando del 13 de julio de 1810 agregando provisionalmente las tres Intendecias de La Real Audiencia de Charcas y Córdoba del Tucumán al virreinato del Perú.

Tras estallar la Revolución de Mayo en 1810, el virrey del Perú José Fernando de Abascal ordenó, ante el avance de la Junta de Buenos Aires sobre Córdoba de Tucumán y las Intendencias de La Real Audiencia de Charcas  (Chuquisaca ), Potosí y La Paz, en el decreto no se menciona a Oruro y  Cochabamba), la anexión provisional de esos territorios al virreinato del Perú, hasta la restitución del virrey rioplatense en la sede (Buenos Aires).

### Uti possidetis iure
Tras la abdicación de Carlos IV de España y de su hijo, Fernando VII de España (1808), en favor del emperador Napoleón;  se formaron juntas de gobierno en toda la América española. Poco a poco, estas juntas fieles a Fernando VII fueron más radicales en sus ideas y comenzaron a surgir voces que apoyaban firmemente la ruptura con la Península.
Tras la guerra de independencia, se propuso que los países hispanoamericanos emancipados conservasen las antiguas fronteras de las colonias del Imperio español en América. Es decir, que los nuevos estados surgidos tendrían como fronteras las que le corresponderían de las colonias españolas en el año 1810, provisionalmente hasta la existencia de un tratado, alegando el año 1810 como el último de la monarquía española para la posesión legítima de sus dominios americanos.

## La independencia

### Revolución de Chuquisaca (25 de mayo de 1809)
El 25 de mayo de 1809 se produce en la ciudad de Chuquisaca, perteneciente entonces al Virreinato del Río de la Plata, un levantamiento popular que destituyó al presidente de la Real Audiencia de la ciudad, Ramón García de León y Pizarro, y formó una junta de gobierno. El movimiento, fiel en principio al rey Fernando VII de España, sirvió de marco para el accionar de los sectores radicales que propagaron la rebelión a La Paz, siendo ambas brutalmente reprimidas por las fuerzas españolas.

### La revolución de Mayo y las expediciones auxiliadoras al Alto Perú (1810-1817)
Tras la deposición del virrey del Río de la Plata, Baltasar Hidalgo de Cisneros, y la asunción de la Primera Junta, los revolucionarios rioplatenses enviaron varias expediciones al Alto Perú, con el fin de impedir el avance realista sobre el norte de las Provincias Unidas y desalojar a los mismos del virreinato del Perú. Sin embargo, serían un fracaso: los realistas seguirían siendo una amenaza hasta 1825, tras la batalla de Ayacucho y la independencia del Alto Perú.

### El Ejército de los Andes y la Expedición Libertadora del Perú
Tras el fracaso de las expediciones al Alto Perú, José de San Martín ideó un plan para independizar el núcleo realista en Sudamérica: el Virreinato del Perú, tras liberar Chile, dirigiéndose por el mar hasta la costa peruana. El 21 de agosto de 1820 se embarcó en Valparaíso la Expedición Libertadora del Perú, arribando a Pisco el 7 de septiembre. Tras el retiro del Ejército realista de Lima, el Ejército Libertador entró a esta ciudad el 9 de julio de 1821.

### Independencia del Perú (28 de julio de 1821)

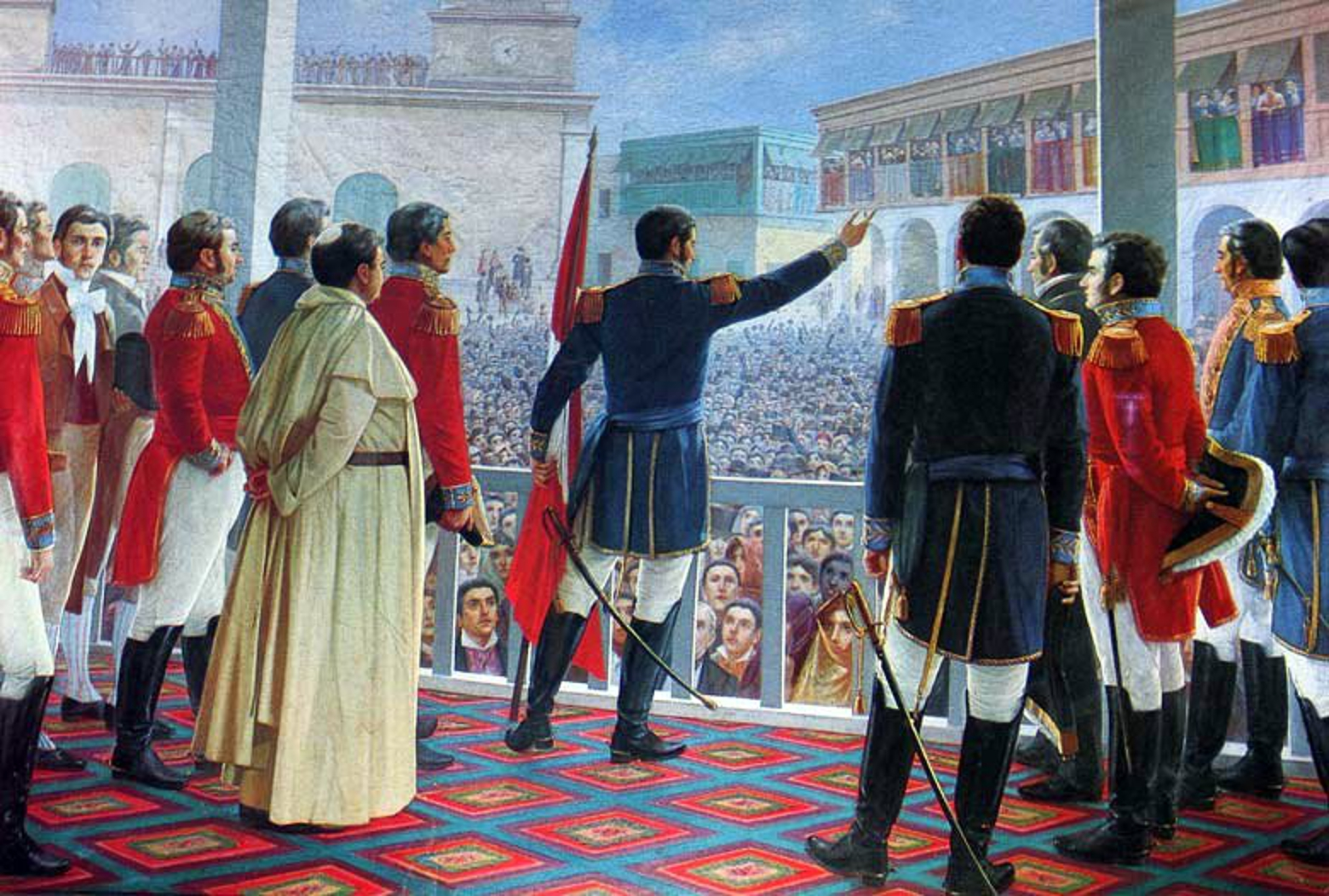
Proclamación de la Independencia del Perú.

El 15 de julio de 1821, los vecinos notables de Lima firmaron el acta de independencia del Perú, en que proclamaron formalmente su emancipación de la Corona española:

En la ciudad de Los Reyes, el quince de Julio de mil ochocientos veintiuno. Reunidos en este Excmo. Ayuntamiento  los Srs. concurrentes , por sí y satisfechos, de la opinión de los habitantes de la Capital, dijeron: Que la voluntad general está decidida por la Independencia del Perú de la dominación Española y de cualquiera otra extranjera.

El 28 de julio de 1821, el general José de San Martín en la Plaza Mayor de Lima proclamó la independencia con las siguientes palabras:

Desde este momento el Perú es libre e independiente por la voluntad general de los pueblos y por la justicia de su causa que Dios defiende. ¡VIVA LA PATRIA!, ¡VIVA LA LIBERTAD!, ¡VIVA LA INDEPENDENCIA!.
José de San Martín. Lima, 28 de julio de 1821.

### Campaña de Ayacucho

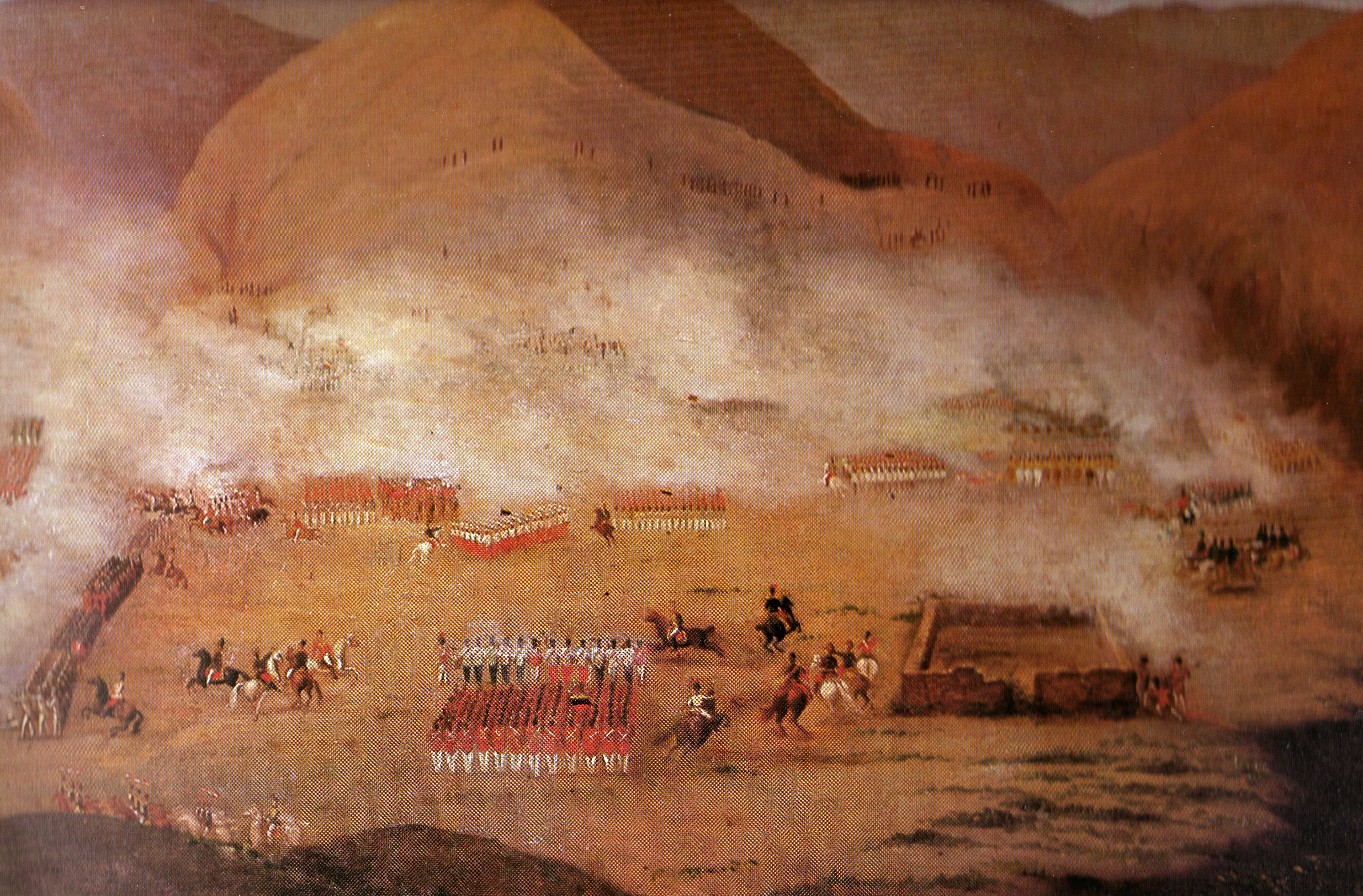
Batalla de Ayacucho, 9 de diciembre de 1824.

A pesar de haber proclamado su independencia, gran parte del territorio correspondiente a la recién fundada República Peruana permanecía bajo dominio realista. Ante el fracaso de las expediciones enviadas para combatir a los españoles, el Congreso peruano invitó a Simón Bolívar, presidente de la Gran Colombia, a consolidar la independencia del Perú. Tras varias batallas, el 9 de diciembre de 1824 los realistas fueron definitivamente derrotados en Ayacucho, siendo capturado el virrey José de la Serna. Pero aún faltaba liberar el Alto Perú, donde aún se mantenía Pedro Antonio Olañeta, general español. Este moriría tras ser abatido en Tumusla, el 2 de abril de 1825.

### Independencia de Bolivia (6 de agosto de 1825)
Tras la campaña de Ayacucho, el Alto Perú podría elegir entre pertenecer a la República Peruana o a la Argentina. Finalmente, el 6 de agosto de 1825, el Alto Perú, con todas sus provincias representadas, proclamó su independencia de España, constituyéndose en un nuevo país:

Que ha llegado el venturoso día en que los inalterables y ardientes votos del Alto Perú, (…) cese para con esta privilegiada región la condición degradante de colonia de España, junto con toda dependencia, tanto de ella, como de su actual y posteriores monarcas: que en consecuencia, y siendo al mismo tiempo interesante a su dicha, no asociarse a ninguna de las repúblicas vecinas, se erige en un Estado soberano e independiente de todas las naciones

## La influencia bolivariana

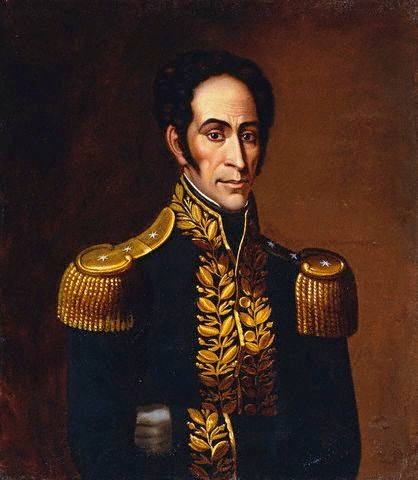
Simón Bolívar, presidente de la Gran Colombia (1819-1830).

### Tratado de Chuquisaca
En un inicio, Bolívar se opuso a la independencia de Bolivia, intentando mantener su unión política con el Perú. Sucre, en cambio, tuvo la idea de concluir cuanto antes un tratado de límites entre ambas naciones, que incluya el puerto de Arica para la nueva república. Similar opinión tenía el peruano José Faustino Sánchez Carrión, quien se dirigió al Congreso peruano, para resolver definitivamente los límites entre ambas repúblicas.
El Perú reconoce a Bolivia como nación soberana y envía a su plenipotenciario Ignacio Ortiz de Zevallos. El 15 de noviembre de 1826 firmó un tratado con los representantes bolivianos Facundo Infante y Manuel Ureullu. En ese acuerdo, el Perú y Bolivia se comprometían a formar una liga que se llamaría Federación Boliviana. Además, se fijaba la frontera litoral en el río Sama, por lo que el Perú cedía la provincia de Tacna, siendo compensada por la provincia de Apolobamba o Caupolicán, el pueblo de Copacabana y satisfacer la cantidad de 5.000.000 de pesos a los acreedores del Perú:

La línea divisoria de las dos Repúblicas Peruana y Boliviana, tomándola de la costa del mar Pacífico, será el morro de los Diablos o el cabo de Sama o Laquiaca situado a los 18° de latitud, entre los puertos de Ilo y Arica hasta el puerto de Sama; desde donde continuará por la quebrada honda en el Valle de Sama, hasta la cordillera de Tacora: quedando a Bolivia el puerto de Arica, y los demás comprendidos desde el grado 18 hasta el 21 y todo el territorio perteneciente a la provincia de Tacna y demás pueblos ubicados al S. de esta línea.

El tratado fue ratificado por el congreso boliviano, pero el Gobierno peruano, dirigido por Andrés de Santa Cruz, lo desaprobó.

### Intervención peruana en Bolivia (1828)

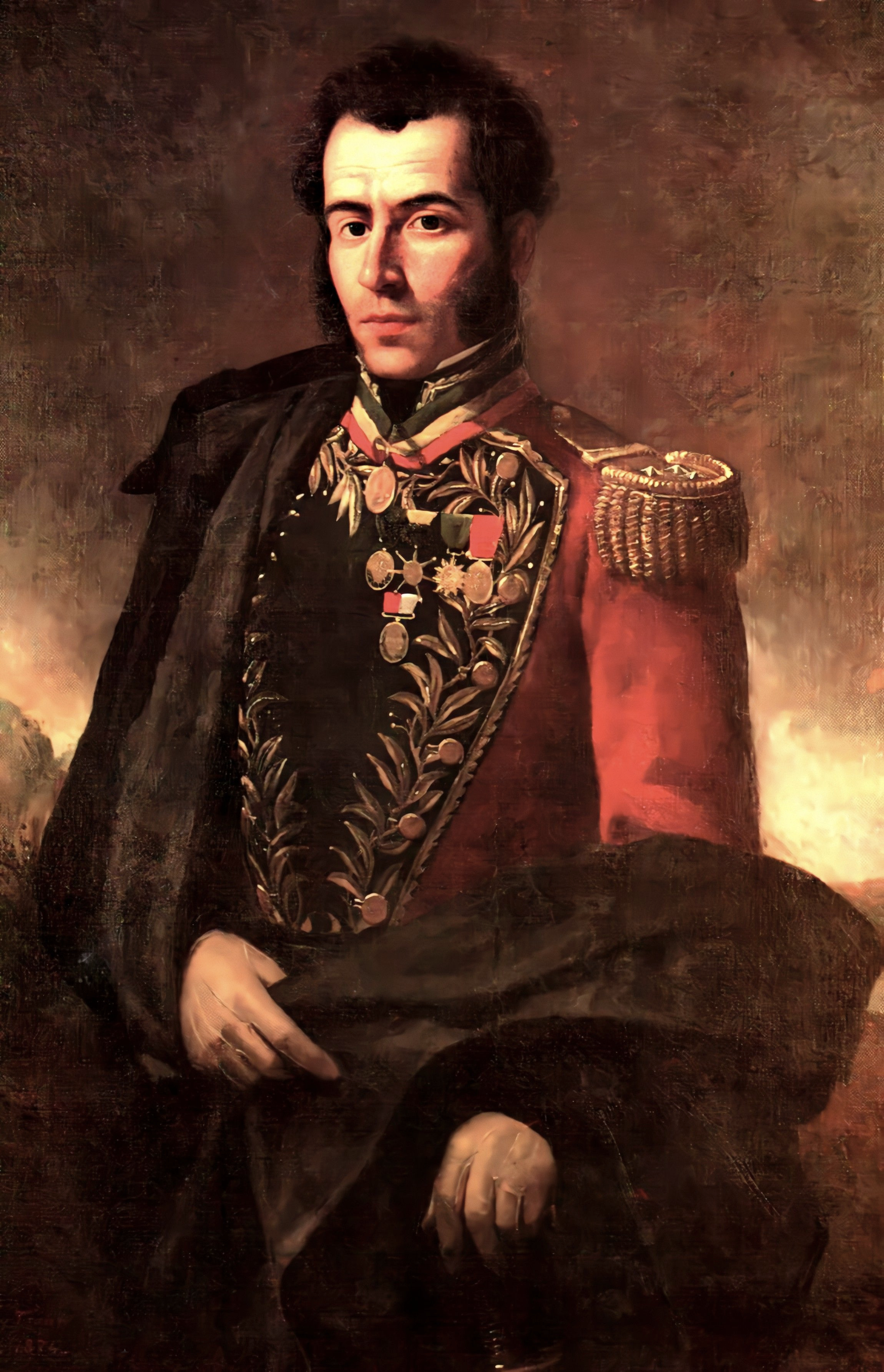
Antonio José de Sucre, presidente de Bolivia (1825-1828).

El 1 de setiembre de 1826 Bolívar se retiró del Perú. Su influencia en el país acabaría definitivamente el 26 de enero del año siguiente, con la sublevación de las tropas colombianas acantonadas en Lima, que regresarían definitivamente a su patria meses después.
Sin embargo, el Perú veía amenazada su independencia, ante la inminente guerra con la Gran Colombia. Rodeada por su ejército por el norte y por el sur (Bolivia), se encontraba en una situación muy peligrosa. Sin embargo, en el país altiplánico ya sucedían choques con los colombianos. El mismo presidente Sucre sufrió un atentado que lo hirió en la cabeza y en el brazo derecho.
El general peruano Agustín Gamarra y su ejército entraron en Bolivia el 1 de mayo de 1828, con la manifiesta intención de salvar a dicho país de la amenaza de la anarquía y proteger la vida de Sucre, aunque su verdadero motivo era expulsar a los colombianos y poner punto final al predominio bolivariano en dicho país, contando con el apoyo de sectores de la población boliviana. No encontró resistencia y entró triunfante a La Paz.

### Tratado de Piquiza
El 6 de julio de 1828, se firmó un tratado entre los generales Agustín Gamarra y José María Pérez de Urdininea, por cual se acordó, entre otras cosas, el retiro de las tropas grancolombianas de Bolivia y la renuncia a la presidencia por parte de Sucre:

En el término de quince días contados desde el en que serán ratificados estos Tratados por los señores Generales en Jefe de los ejércitos beligerantes, empezarán a desocupar el territorio de la República Boliviana todos los individuos que existan en su ejército, ya sean colombianos o extranjeros de nacimiento.

El día siguiente de ratificados estos Tratados expedirá S.E. el General en Jefe del ejército boliviano un decreto convocando para el 1° de Agosto al Congreso Constituyente que se halla en receso, el que se reunirá en la ciudad de Chuquisaca para ocuparse: 1° de recibir el Mensaje y admitir la renuncia del Presidente de la República, Gran Mariscal de Ayacucho, Antonio José de Sucre, según lo tiene protestado; 2° de nombrar el Gobierno provisorio; 3° de convocar inmediatamente y a la celeridad posible una Asamblea Nacional, que revea, modifique o declare subsistente la actual Constitución.

### Guerra grancolombo-peruana
Tras la caída de Sucre en Bolivia, la Gran Colombia le declaró la guerra al Perú (3 de mayo de 1828). Se sucedieron varios enfrentamientos, que culminaron con la ocupación peruana de Guayaquil y termina inconclusa en Portete de Tarqui. Con la firma del tratado de Guayaquil, finalizó el conflicto.

## Las negociaciones de límites

### Negociaciones Ferreyros-Olañeta
Aún latente el peligro grancolombino, el Perú buscó la alianza con Bolivia y un acuerdo de límites, siendo encomendadas las negociaciones a Mariano Alejo Álvarez en La Paz y Manuel Bartolomé Ferreyros, que tratan a la perfección en las últimas décadas del proceso y de las doce horas que ha estado haciendo desde con Casimiro Olañeta en Arequipa. Fracasaron. Poco tiempo después, se disolvió la Gran Colombia.

### Tratado de Tiquina

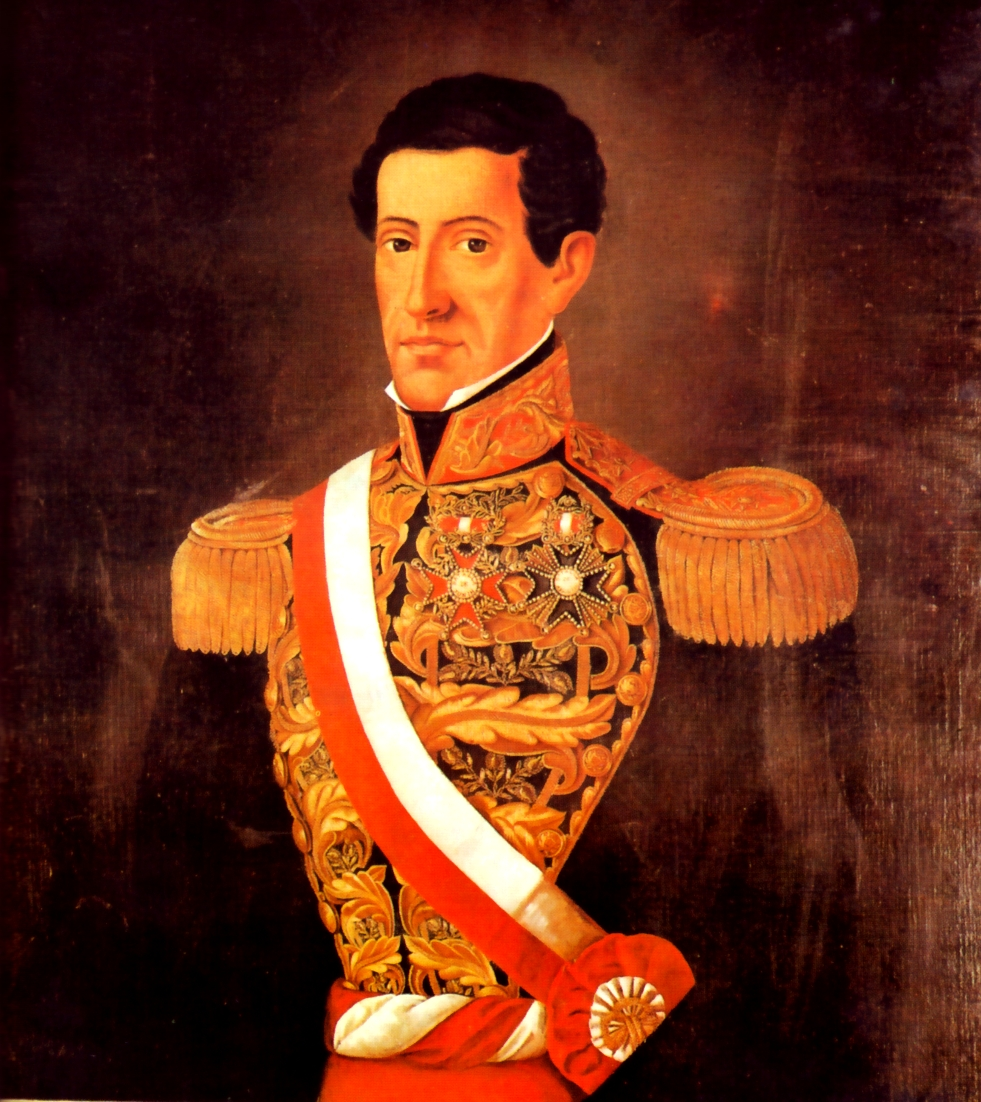
Agustín Gamarra, presidente del Perú (1829-1833; 1838-1841).

Las tensiones entre el Perú y Bolivia aumentaron con las rivalidades entre Gamarra y Santa Cruz, caudillos en ambos países, respectivamente. Con el fracaso de las negociaciones entre Ferreyros y Olañeta, estuvieron a punto de ir a la guerra. Sin embargo, entre el peruano Pedro Antonio de La Torre y el boliviano Miguel María de Aguirre, se logró a llegar a un acuerdo preliminar de paz, en Tiquina (25 de agosto de 1831).

### Tratado de Arequipa
No obstante el acuerdo de Tiquina, aún existía rivalidad entre ambos caudillos. Sin embargo, gracias a la mediación del plenipotenciario chileno en el Perú Miguel de Zañurtu, fue firmado el 18 de noviembre de 1831 el tratado de Arequipa, con los mismos protagonistas del acuerdo de Tiquina.
En este tratado, se aseguró la paz entre los dos estados y se acordó la reducción del ejército del Perú a 3.000 hombres y el de Bolivia, a 1.600. Ninguno de los dos países intervendría en las cuestiones internas del otro. Los límites serían fijados por una comisión mixta que levantaría el plano de la frontera y determinaría los cambios y compensaciones de territorios que fueran convenidos. Entre tanto, se respetarían los límites actuales.
Asimismo, se firmó un tratado de comercio, en el cual se aprobó la igualdad de derechos, se declaró libre la navegación en el Lago Titicaca y quedaron exentos algunos artículos necesarios para la industria y la agricultura de ambos países. Este último acuerdo fue rechazado por el Congreso boliviano, negociándose uno nuevo, que fue aceptado.

### La confederación Perú-Boliviana (1836-1839)

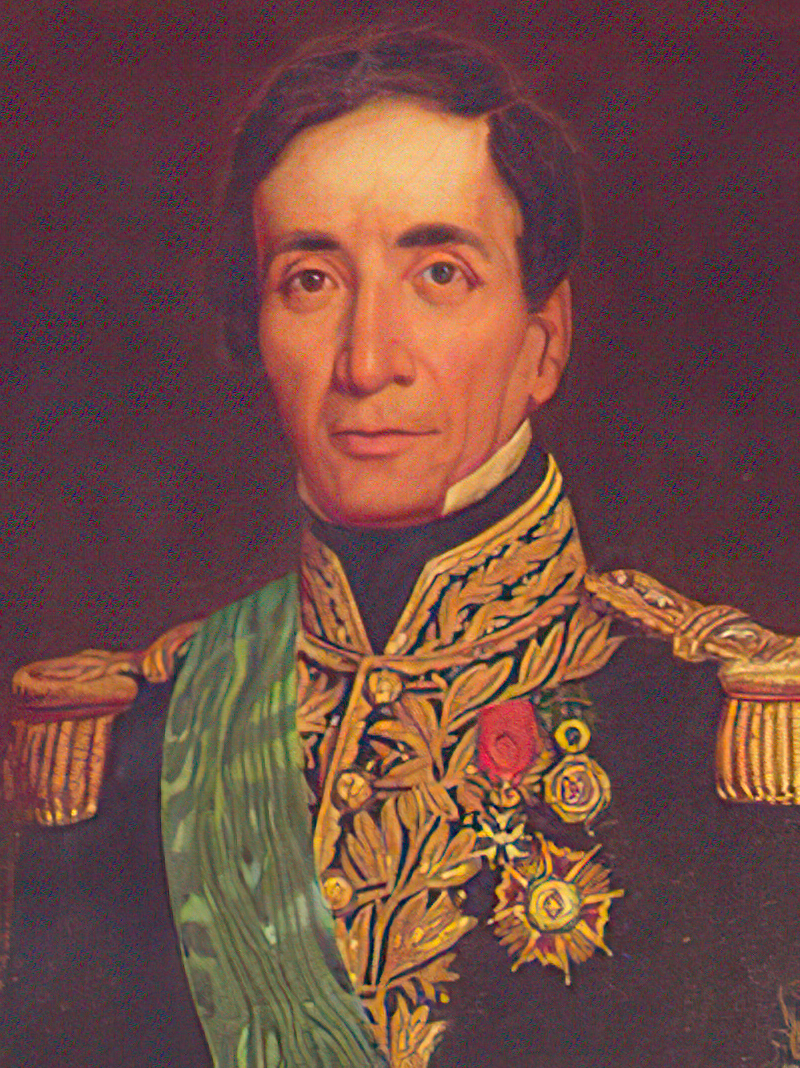
Andrés de Santa Cruz, protector de la confederación Perú-Boliviana (1836-1839).

En 1835, numerosas guerras intestinas convirtieron al Perú en un país caótico. El presidente del país, Luis José de Orbegoso, realizó un pacto con el presidente boliviano Andrés de Santa Cruz, para unir las dos repúblicas en una confederación. El nuevo país solamente existió por tres años, hasta que Santa Cruz fue derrotado en los campos de Yungay.

### Tratado de Cusco
La cuestión de límites volvería a surgir tras la destrucción de la confederación Perú-Boliviana. El 14 de abril de 1839, se firmó en el Cusco un tratado preliminar de paz, suscrito por el ministro peruano Manuel de Mendiburu y su par boliviano Eusebio Gutiérrez. La demarcación de límites se haría tomando como punto de partida el Desaguadero.

Los Gobiernos de las Repúblicas de Bolivia y del Perú se comprometen a hacer una demarcación de límites de ambos fijando por base el Desaguadero que es el linde natural y el único que servirá de partida para la operación.

### Guerra entre Perú y Bolivia (1841-1842)

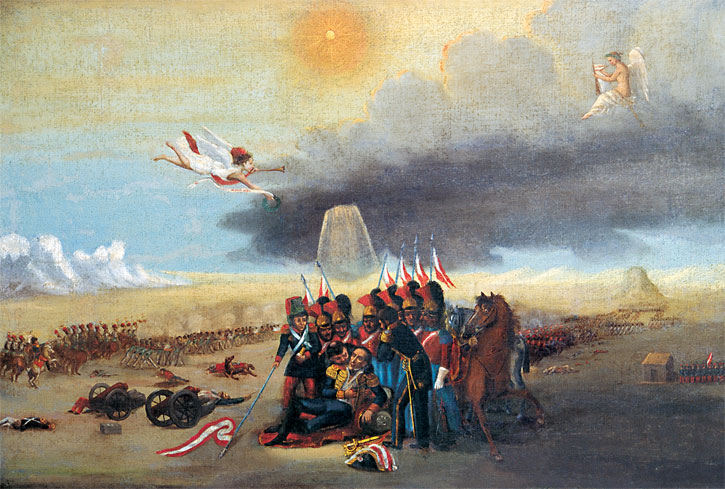
Muerte del presidente Agustín Gamarra (18 de noviembre de 1841).

El nuevo presidente del Perú, Agustín Gamarra, intentó anexar Bolivia, objetivo que le costó la vida en Ingavi en 1841. El ejército boliviano, al mando de Ballivián, invadió el sur peruano, desde Moquegua hasta Tarapacá. Fueron expulsados en 1842.

### Tratado de Puno
El 7 de junio de 1842, se suscribió un tratado de paz, para poner fin a la guerra entre el Perú y Bolivia. Como mediador sirvió el plenipotenciario chileno Ventura Lavalle. Ambos beligerantes acuerdan dejar en el olvido los motivos de la guerra y se renunció a alguna indemnización. No se discutió algún tema limítrofe.

### Tratado de Arequipa
La tensión entre el Perú y Bolivia duraría hasta 1847. Ese año, se llegó a un acuerdo claro de límites (3 de noviembre de 1847). Por parte del Perú, el ministro Domingo Elías; por Bolivia, Miguel María de Aguirre. La frontera se señalaría por una comisión adoptándose por linderos los ríos, lagos, montañas o límites arcifinios. Ambos países se harían las cesiones y compensaciones necesarias de territorios.

Se nombrará por ambos Gobiernos una comisión destinada a levantar una carta topográfica de sus fronteras y otra que forme las estadísticas de los pueblos situadas en ellas, a fin de que, sin detrimento de los dos Estados, puedan hacerse recíprocamente las cesiones que sean necesarias para una exacta y natural demarcación de límites. Estos deberán ser ríos, lagos o montañas, en el supuesto de que ni el Perú ni Bolivia se negaran a hacer las enajenaciones que fuesen convenientes para satisfacer este objeto a condición de prestarse mutuamente las competentes indemnizaciones o compensaciones que sean a satisfacción de ambas partes.

### Tratado de Sucre

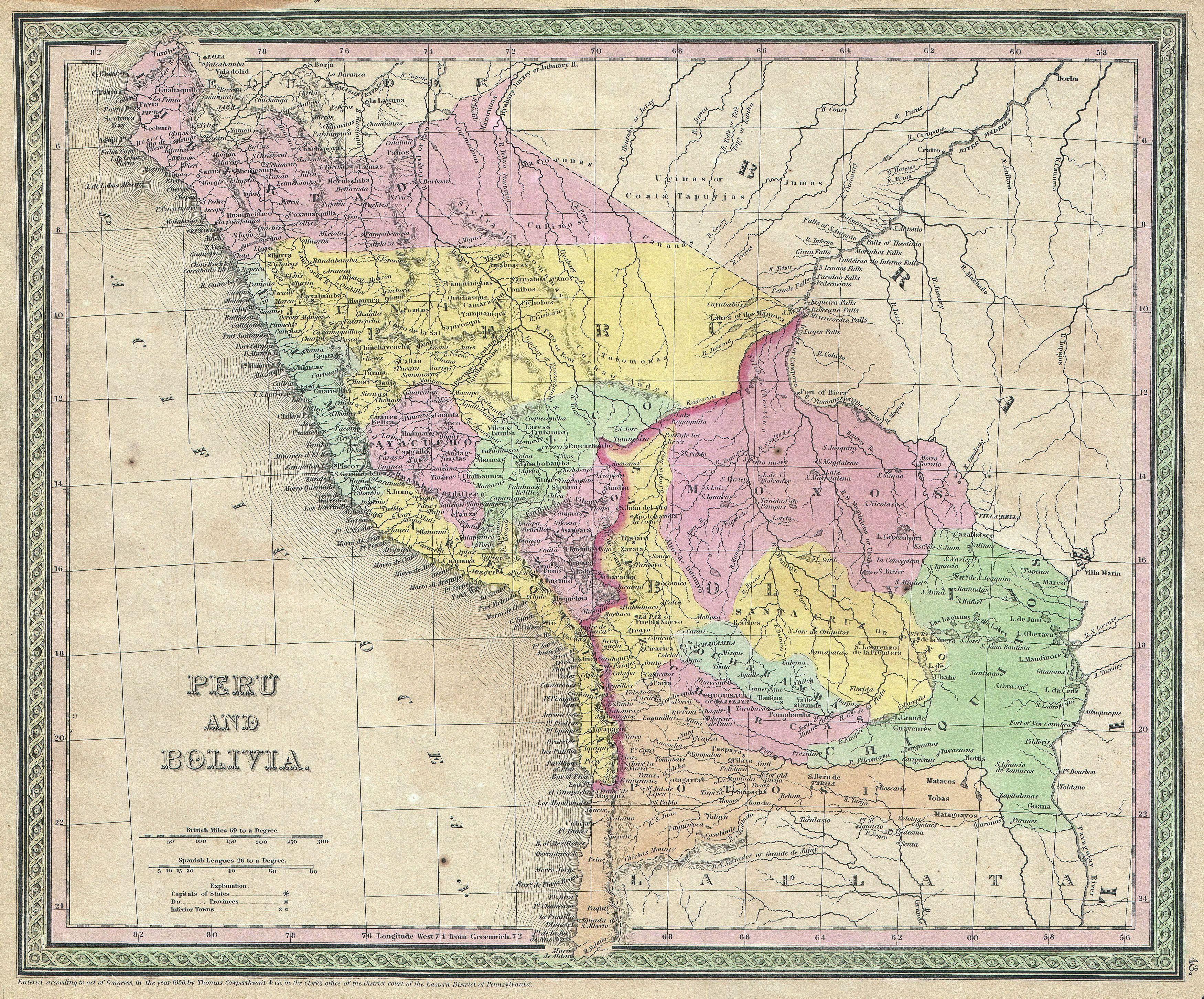
El Perú y Bolivia en 1850.

El 10 de octubre de 1848, por parte del ministro peruano Cipriano Coronel Zegarra y el boliviano Casimiro Olañeta, se firmó un acuerdo en Sucre, revisión del pacto firmado el año anterior. En este, se estipuló que los límites serían los de los antiguos amojonamientos, sin que ninguno de los estados se hiciese cesión o compensación alguna. Los productos de la industria boliviana se extrajeran por el puerto de Arica y las mercaderías que se importaran por este puerto a Bolivia estarían libres de derechos de tránsito.

Se nombrará por ambos Gobiernos una comisión destinada a levantar una carta topográfica de sus fronteras, con el objetivo de que restituyan uno a otro Estado los terrenos confundidos entre las fronteras actuales, restableciendo al efecto sus antiguos amojonamientos, a fin de evitar dudas y confusiones en lo sucesivo, y obligándose a ambos Estados a conservar el territorio que les ha pertenecido siempre, y a no pedirse ni solicitar territorio alguno del otro, por enajenación, compensación u otro motivo de ningún género.

### Tratado del 23 de octubre de 1851 entre Perú y Brasil

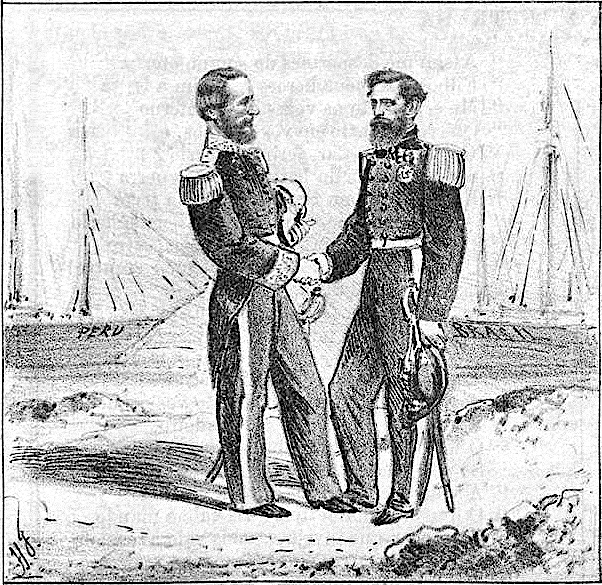
Francisco Carrasco (capitán de mar y guerra peruano) y José da Costa Azevedo (capitán-teniente de la armada brasileña), miembros de la comisión de límites.

El 23 de octubre de 1851, se firmó una convención fluvial entre la República Peruana, representada por Bartolomé Herrera; y el Imperio del Brasil, por Duarte Da Ponte Ribeyro. En su artículo VIII, se delimitaba el primer tramo de la frontera de ambos países: la línea Apaporis-Tabatinga y el río Yavarí.

Para precaver dudas respecto de la Frontera mencionada, en las estipulaciones de la presente Convención; aceptan las altas partes contratantes el principio "uti possidetis" conforme al cual serán arreglados los límites entre la República del Perú y el Imperio del Brasil; por consiguiente reconocen, respectivamente, como frontera de la población de Tabatinga, y de ésta para el Norte la línea recta que va a encontrar de frente al río Yapurá en su confluencia con el Apaporis, y de Tabatinga para el Sur el río Yavary, desde su confluencia con el Amazonas.
Una comisión mixta nombrada por ambos Gobiernos reconocerá, conforme al principio "uti possidetis", la frontera y propondrá, sin embargo, los cambios de territorio que creyese oportunos para fijar los límites que sean más naturales y convenientes a una y otra Nación.

La posición boliviana sostenía que este tratado delimitó toda la frontera entre el Perú y Brasil, aceptando implícitamente que el territorio ubicado entre la naciente del Yavarí y la vaguada del Madeira era de su país, sustentándose su tesis posterior de la frontera con el Perú: la línea Yavarí-Inambari.
Por el contrario, la postura peruana afirmaba que el acuerdo de 1851 únicamente definió una parte de la línea divisoria entre su país y Brasil, en los territorios conocidos de la Amazonía, admitiendo que fue un error no completar en ese momento la delimitación, tal como lo señaló su canciller José de la Riva Agüero, al finalizar los trabajos de la comisión peruano-brasileña:

Terminados los trabajos de la comisión demarcadora nombrada en conformidad al artículo 3° del tratado de 1851, se ha dado cumplimiento a una de las más importantes estipulaciones de ese pacto internacional. Justo motivo hay, pues, para que se congratulen, tanto el Gobierno de la República como el de S.M. Imperial por el resultado obtenido en bien de ambos países cuyos límites quedan así fijados de un modo práctico y sobre el terreno de toda la extensión comprendida entre la confluencia del río Apaporis en el río Yapurá y las vertientes del Yavarí.

Pero V. E. no ignora que el Tratado de 1851 en lo que se refiere a la demarcación de límites entre ambos países es deficiente; pues, si bien los precisa hasta las indicadas vertientes, nada dice más allá de ese punto, dejando, por consiguiente, incompleta la obra de cerrar el cuadro con el imperio hasta encontrar los límites con Bolivia.
Nota del canciller peruano José de la Riva Agüero al plenipotenciario brasileño Filipe José Pereira Leal.

### Tratado Ribeyro-Benavente

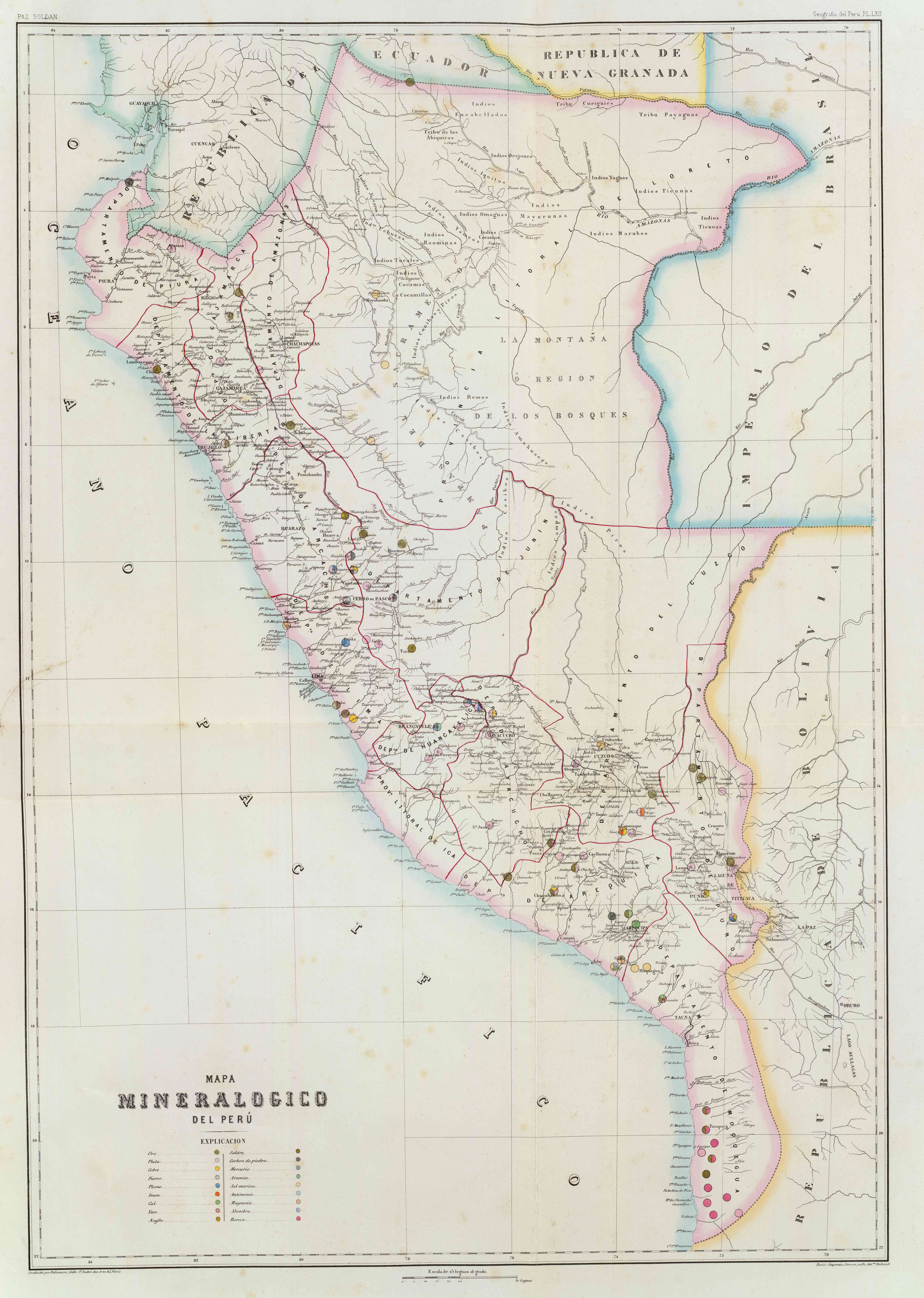
Mapa del Perú en 1865.

En 1853, sucedió una crisis entre el Perú y Bolivia: el diplomático peruano Manuel Ortiz de Zevallos fue expulsado por el presidente boliviano Manuel Isidoro Belzú, debido a sus protestas por la circulación de la moneda boliviana en el sur peruano. Ante esto, el Congreso peruano autorizó al presidente José Rufino Echenique a declarar la guerra a Bolivia, ordenando la ocupación del puerto de Cobija. La mediación de Chile y el inicio de la guerra civil peruana impidieron el estallido del conflicto. Sin embargo, la tensión entre ambos países y la ruptura de relaciones diplomáticas continuaría hasta 1863. El 5 de noviembre de ese año, tras varias discusiones se firmó un tratado, entre el canciller peruano Juan Antonio Ribeyro y el plenipotenciario boliviano en Lima, Juan de la Cruz Benavente.
En este tratado, además de tratar la paz y amistad entre ambos pueblos, se acordó nombrar la Comisión que estudiara la carta topográfica de la frontera y se reconocieron por límites los que tenían entonces ambas repúblicas, debiendo subsistir el statu quo, en tanto que los dos países presentaban sus títulos jurídicos. Hasta entonces no se sabía a punto fijo cual era la pretensión limítrofe de cada uno de ellos.

Ambas partes contratantes, en el propósito de alejar todo motivo de mala inteligencia entre ellas, se comprometen a arreglar definitivamente los límites de sus respectivos territorios, nombrando dentro del término que de común acuerdo se designe después del canje de las ratificaciones del siguiente Tratado, una comisión mixta que levante la carta topográfica de sus fronteras y verifique la demarcación, con arreglo a los datos e instrucciones que se darán oportunamente por ambas partes, y cuyos trabajos se tendrán presentes para un tratado de límites que será después prontamente celebrado.

### Tratado de Ayacucho
En 1863, comenzaron las discusiones limítrofes entre Brasil y Bolivia. Ese año, Costa de Rego Monteiro fue acreditado como ministro brasileño en La Paz, quien propuso por un tratado de límites. Sin embargo, las negociaciones fracasaron. Se reiniciarían en 1867, cuando Felipe Lopes Neto se convirtió en el nuevo plenipotenciario brasileño en Bolivia.
El tratado de amistad, límites, navegación, comercio y extradición, fue firmado por Lopes Neto y Mariano Donato Muñoz (23 de noviembre de 1867). El punto en disputa con el Perú fue la inclusión de los territorios ubicados entre el Yavarí y el Madeira:

La frontera entre el Imperio del Brasil y la República de Bolivia partirá del Río Paraguay (…) hasta las nacientes del Río Verde; bajará por este Río hasta su encuentro con el Guaporé y por medio de este y del Mamoré hasta el Beni, donde comienza el Río Madera. De este río hacia el oeste seguirá la frontera por una paralela, salida de su margen izquierda en latitud sur 10º 20', hasta encontrar el Río Javary.

El ministro de relaciones exteriores del Perú, José Antonio Barrenechea, protestó de este acuerdo ante la cancillería boliviana, formulando las reservas correspondientes.

## Las comisiones limítrofes, la colonización y el arbitraje

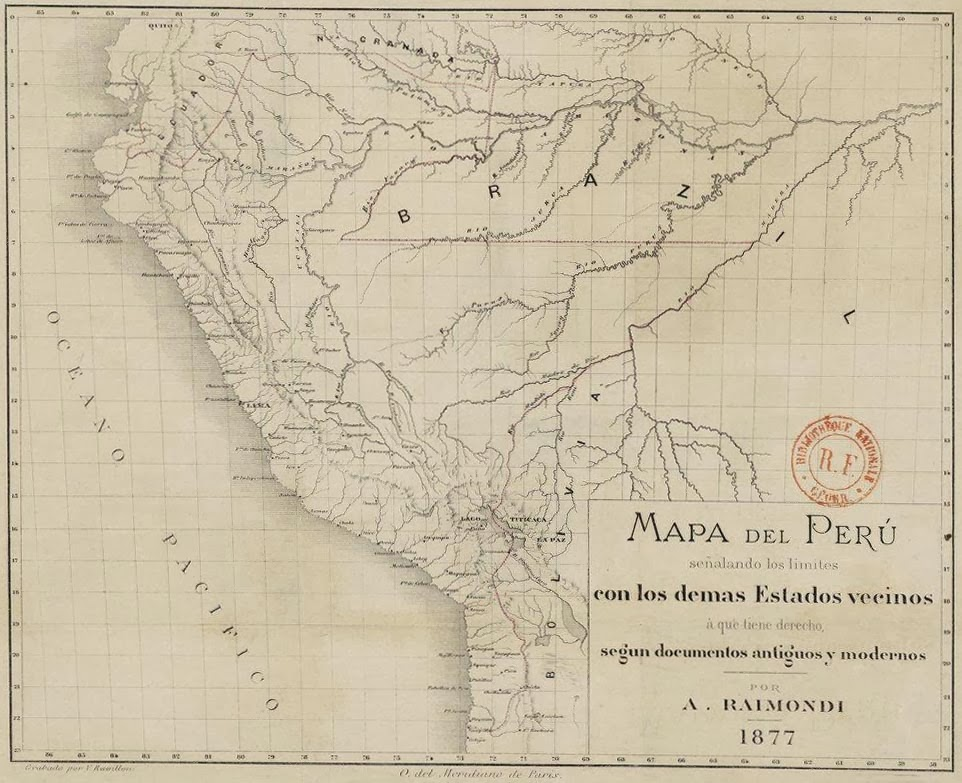
Mapa del Perú en 1877.

### Tratado de Alianza Defensiva
El 6 de febrero de 1873, obra del canciller peruano José de la Riva Agüero y el plenipotenciario boliviano en Lima Juan de la Cruz Benavente, se firmó el tratado de alianza defensiva entre el Perú y Bolivia.

Las Repúblicas de Bolivia y Perú, deseosas de estrechar de una manera solemne los vínculos que las unen, aumentando así su fuerza y garantizándose recíprocamente ciertos derechos, estipulan el presente Tratado de Alianza defensiva.

### Resolución legislativa peruana del 5 de febrero de 1877
El Congreso peruano emitió una resolución el 5 de febrero de 1877, que declaraba lo siguiente:

El Congreso, teniendo en consideración la necesidad de señalar los límites de la República, ha resuelto: que el Ejecutivo proponga al de Bolivia el nombramiento de una comisión mixta que estudie y presente, en el menor tiempo que sea posible, un proyecto de la más conveniente demarcación de límites entre ambos países.

### Guerra del Pacífico (1879-1883)
El 14 de febrero de 1879, la ciudad boliviana de Antofagasta fue ocupada por tropas chilenas. Bolivia invocó el tratado de 1873 para solicitar la intervención del Perú en el conflicto. Dos meses después, Chile le declaró la guerra al Perú y a Bolivia (5 de abril). Tras sucesivas campañas, la alianza fue disuelta en los campos de Tacna, dejando al Perú sólo con la responsabilidad de la guerra (26 de mayo). La paz entre Chile y el Perú se firmaría en Ancón, el 20 de octubre de 1883.

### Tratado del Valle-Carrillo
El 20 de abril de 1886, fue firmado en La Paz un acuerdo preliminar de límites entre el plenipotenciario peruano Manuel María del Valle y el canciller boliviano Juan C. Carrillo. Se estipuló el nombramiento de comisiones demarcadoras. Se mantendrían las fronteras que estuviesen claramente establecidas. Las poblaciones quedarían siempre de parte de la nación a que pertenecían. En los puntos dudosos se recurriría a los títulos; a falta de estos, a la equidad; y en caso de desacuerdo, al arbitraje. Este tratado no se cumplió, al no ser ratificado.

Las altas partes contratantes se obligan a nombrar y constituir respectivamente una comisión nacional, autorizada en debida forma, con el encargo de estudiar las fronteras de las dos repúblicas, y de fijarlas conforme a la justicia y al común interés de las partes.

### Colonización boliviana del Purús y el Madre de Dios

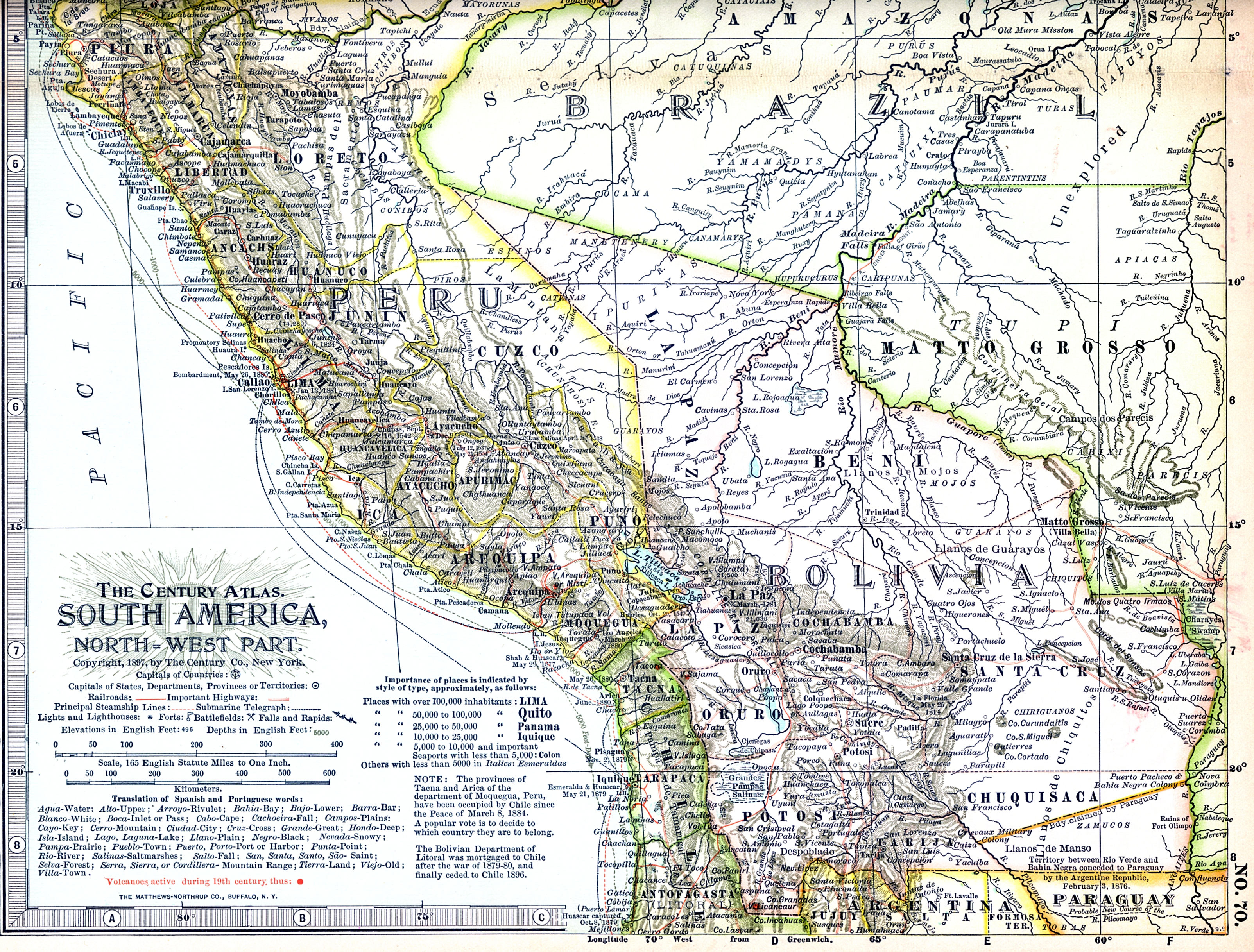
El Perú y Bolivia en 1897, según la historiografía boliviana.

El 7 de noviembre de 1891, el Congreso boliviano expidió un decreto que aceptaba la propuesta de José Manuel Pando, de explorar las regiones bañadas por los ríos Tequeje e Inambari sobre los 14° S, además de otorgarle 400 leguas cuadradas en aquella zona; se autorizaba a Alejandro Oporto la construcción de una camino carretero que uniera el Madre de Dios y el Acre; y a Antonio Quijano, la navegación en el Purús y el Madre de Dios y la construcción de un ferrocarril entre ellos.
El ministro peruano en Bolivia Enrique Zevallos y Cisneros protestó en marzo de 1892 de esas concesiones hechas en territorio peruano. Sostuvo que el Tequeje y el Madidi habían constituido el límite antiguo entre el Alto y el Bajo Perú, además de que los actos de dominio que practicase Bolivia en esos territorios no amenguarían los derechos su país. La cancillería boliviana respondió que las concesiones se habían hecho para practicar los estudios geográficos que facilitaran el deslinde, y que, al fijarse en 1874 las nacientes del Yavarí, había quedado terminado el litigio peruano-boliviano.

### Convención de navegación entre el Perú y Brasil de 1891
El 10 de octubre de 1891, el Perú y Brasil celebraron en Río de Janeiro un tratado, obra del plenipotenciario peruano Guillermo Seoane y el canciller brasileño Justo Leite Chermont. En este acuerdo, se establecía la libre navegación del río Yavarí entre los dos estados, además de otros acuerdos económicos. Sin embargo, Bolivia protestó contra este acuerdo, salvando sus presuntos derechos sobre la margen izquierda del Yavarí.

### Establecimiento de aduanas bolivianas en el Madre de Dios y el Purús
El 2 de octubre de 1896 el gobierno de Bolivia decretó el establecimiento de una oficina aduanera en la confluencia del Manu con el Madre de Dios. El congreso dictó una ley ordenando la creación de aduanas sobre el Madre de Dios y el Alto Acre, así como la organización política y aduanera en este último y el Purús.
El canciller peruano Enrique de la Riva Agüero demandó la revocación de estas medidas, opuestas al tratado de 1863, que establecía el statu quo. La respuesta del plenipotenciario boliviano Claudio Pinilla fue alegar los títulos coloniales en esas regiones; es decir, que las regiones de Moxos y Apolobamba, pertenecientes a la Audiencia de Charcas, se extendían hasta el Madeira y el Yavarí. Además, argüía los actos de dominio de Bolivia en esas regiones, practicados con la protesta del Perú.

### Tratado Polar-Gómez

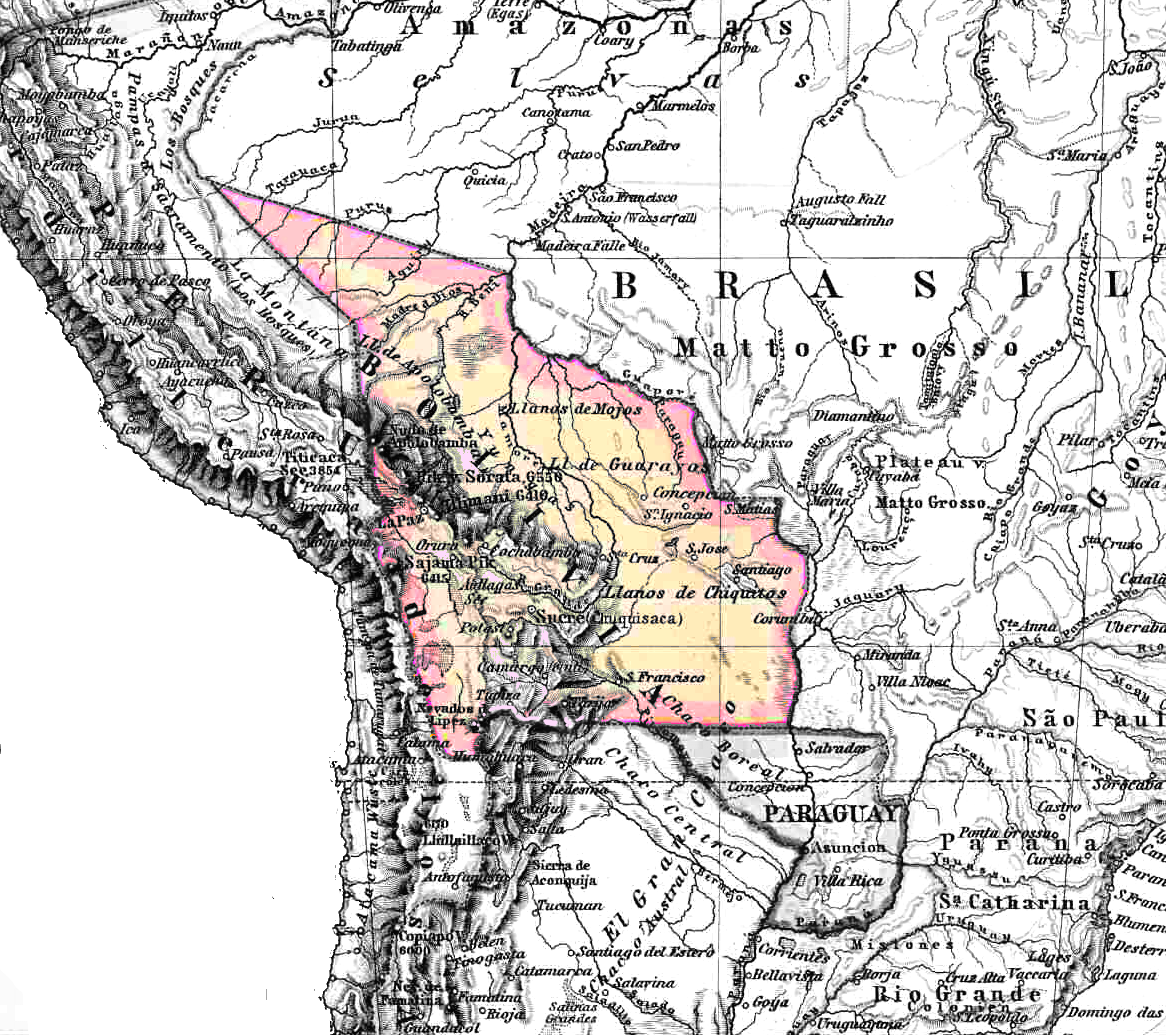
Mapa de Bolivia en 1899.

La cancillería peruana envió a una misión encomendada a Carlos Rubén Polar, con plenos poderes para negociar un acuerdo de fronteras (1897). Iniciadas las conversaciones entre Polar y el canciller boliviano Manuel María Gómez, se acordó un modus vivendi. La línea trazada comenzaba en el punto donde el meridiano 69 corta el río Purús, siguiendo por este meridiano hasta San Francisco en el Acre, bajaba hasta Palmares en el Madre de Dios, volvía hacia el este hasta la intersección del paralelo 13 hasta el meridiano 69, continuaba por ese meridiano hasta encontrar el Tequeje o el paralelo que corresponde a sus orígenes, y de allí hasta los límites actuales. Sin embargo, la cancillería peruana lo rechazó, por considerarlo perjudicial para los intereses de su país.

### Negociaciones Riva Agüero-Pinilla
El canciller peruano Enrique de la Riva Agüero entregó al plenipotenciario boliviano Claudio Pinilla una propuesta sobre las bases de una comisión mixta de estudios, negociaciones directas y arbitraje de España en caso de desacuerdo (abril de 1898). Sin embargo, el proyecto federalista en Bolivia interrumpió esta negociación, quedando sin efecto la fórmula Riva-Agüero.

### Tratados Osma-Villazón
Tras el fracaso de la misión Polar, el plenipotenciario peruano Felipe de Osma y Pardo y el canciller boliviano Eliodoro Villazón suscribieron dos acuerdos el 23 y el 30 de septiembre de 1902, sobre demarcación y arbitraje en la cuestión de límites. La frontera peruano-boliviana se dividió dos zonas: una fluvial y otra terrestre. Una comisión demarcadora debía fijar los hitos de la frontera de la zona terrestre, comprendida desde los territorios peruanos ocupados en ese momento por Chile hasta el río Suches. Sobre esta zona no había casi ninguna discusión, pues eran límites conocidos tradicionalmente. Por el tratado de arbitraje, se sometió a la decisión del gobierno argentino a quien debían pertenecer los territorios de la zona fluvial, de conformidad con las disposiciones y los títulos emanados del poder español, vigentes en 1810.

Las altas partes contratantes se obligan a someter a arbitraje todas las controversias hasta hoy pendientes y las que durante la vigencia del presente tratado surgiera entre ellas, cualesquiera que sean su naturaleza y causas y siempre que no hayan podido ser solucionadas por negociaciones directas.

### Tratado de Petrópolis
Mientras el gobierno argentino analizaba los títulos del Perú y Bolivia, el gobierno de este último país firmó un tratado con Brasil, para fijar los límites entre los dos países. Por este acuerdo, Bolivia cedía 191.000 km² de territorio litigioso con el Perú.

La frontera entre la República de Bolivia y la de los Estados Unidos del Brasil quedará así establecida:
Partiendo de la latitud Sud de 20° 08’ 35” frente al desaguadero de la Bahía Negra, en el Río Paraguay, (…) la naciente del Arroyo del Bahía, seguirá bajando por éste, hasta su desembocadura en la margen derecha del Río Acre o Aquiry, y subirá por éste hasta la naciente (…) hasta la frontera con el Perú.

### El arbitraje argentino
Conforme al tratado de 1902, ambas partes solicitaron el arbitraje de la República Argentina. Según la defensa boliviana, la línea limítrofe debía ser:

Comenzando desde el sud, desde el río Suches, la línea cruza el lago de este mismo nombre en todo su largo, sube a la cordillera por Palomani-tranca y por Palomani-cunca hasta el pie (pico) de este mismo nombre que es el más alto de los nevados de esa región. Desciende a la vertiente oriental por los mojones de Yaguayagua, Huajra y Lurirni que marcan la posesión de ambas repúblicas. Continúa al mojón de Hichocorpa en la serranía de este nombre y desciende por el río Corimayo hasta el río San Juan del Oro o de Tambopata, y por el curso de éste río aguas abajo, hasta su confluencia con el Lanza. De este punto se dirige a la boca del Chunchusmayo sobre el río Inambari, y sigue por éste aguas abajo, hasta su confluencia con el Marcapata. Sube por éste hasta el límite de la antigua provincia de Paucartambo y por estos límites hasta el lugar conocido colonialmente con el nombre de Opatari, en la confluencia de los ríos Tono y Piñipiñi. Continuando por los confines de la provincia de Urubamba y por el río Yanatile entra al río Urubamba, cuyas aguas sigue hasta el punto de su confluencia con el Ucayali de donde se dirige á las vertientes del Yavary por la margen derecha de aquel río.
Alegato de Bolivia

La defensa peruana sintetizó su demanda en los siguientes términos, escritos por Víctor M. Maúrtua:

Dentro de esos marcos, la demanda del Perú se dirige a señalar los distritos de Charcas y del Virreinato del Perú, en esta forma:
1. La Audiencia de Charcas del Virreinato de Buenos Aires, en mil ochocientos diez, se extendía en lo que se refiere al presente juicio, desde el lugar en el que debe concluir la demarcación de la frontera peruano-boliviana, conforme al Tratado de veintitrés de Septiembre de mil novecientos dos, por la línea de división de las aguas del Tambopata y del Tuichie hasta las cabeceras del Madidi; seguía por el curso de este río hasta su desembocadura en el Beni; y continuaba al oriente hasta encontrar el río de la Exaltación o Yruyami, cuyo curso, y el del río Mamoré hasta la boca del Guaporé o Iténez eran la parte terminal de la línea divisoria.

2. Los territorios que se ubican al norte y noroeste de esa línea hasta la frontera del Portugal pertenecian al Virreinato del Perú en 1810.
Exposición de la República del Perú.

El 9 de julio de 1909, el presidente argentino, José Figueroa Alcorta, emitió su laudo arbitral:

Por tanto, de acuerdo con lo aconsejado por la comisión asesora vengo a declarar que la línea de fronteras en litigio entre las Repúblicas de Bolivia y del Perú, queda determinada en la forma siguiente: partiendo del lugar en que la actual línea de frontera coincide con el río Suches, la línea de demarcación entre ambas Repúblicas cruzará el lago del mismo nombre, hasta el cerro de Palomani Grande, de donde seguirá hasta las lagunas de Yaguayagua y por el río de este nombre llegara al río San Juan del Oro o Tambopata, continuará por las corrientes de este río Tambopata, aguas abajo hasta encontrar la desembocadura del río Lanza ó Mosos Huaico, desde la confluencia del río Tambopata con el río Lanza la línea de demarcación irá a encontrar la cabecera occidental del río Abuyama o Heath y seguirá por éste aguas abajo hasta su desembocadura en el río Amarumayo o río Madre de Dios; por el thalweg del río Madre de Dios bajará la frontera hasta la boca del Toromonas, su afluente de la margen derecha; desde esta confluencia del Toromonas con el Madre de Dios se trazará una línea recta que vaya a encontrar el punto de intersección del río Tahamanu con la longitud de sesenta y nueve grados oeste de Greenwich, y siguiendo ese meridiano, la línea divisoria se prolongará hacia el norte hasta encontrar el deslinde de la soberanía territorial de otra nación que no sea parte en el tratado de arbitraje de 30 de diciembre de 1902; los territorios situados al oriente y al sur de la línea de demarcación que queda señalada, corresponden a la República de Bolivia y los territorios situados al occidente y al norte de la misma línea corresponden a la República del Perú.

Póngase este laudo en conocimiento de los enviados extraordinarios y ministros plenipotenciarios de las altas partes contratantes, a los que se remitirá un ejemplar de conformidad con el artículo noveno del tratado de arbitraje, dado por triplicado, sellado con el gran sello de las armas de la república y refrendado por el ministro y secretario de relaciones exteriores y culto en el Palacio de gobierno nacional, en la ciudad de Buenos Aires, capital de la República Argentina, a los nueve días del mes de julio del año de mil novecientos nueve.

La publicación de la sentencia arbitral dio lugar en Bolivia, a manifestaciones en contra de la República Argentina y del Perú. Al mismo tiempo, la cancillería boliviana estaba dispuesta a no aceptar el fallo, presentó observaciones al árbitro, alegando que este no había resuelto la cuestión conforme a los principios de derecho convenidos, sino conforme a la equidad. Entonces, Argentina rompió sus relaciones diplomáticas. Asimismo, el Perú y Bolivia estuvieron a punto de entrar en guerra.
Ambos países se entendieron directamente, y en 1909 se firmó el tratado por el cual Bolivia reconocía la soberanía peruana sobre unos 250 000 km² ubicados en la cuenca del río Madre de Dios y el río Purús en la Amazonia, a cambio el Perú reconoció la soberanía boliviana sobre la zona de la región del Acre situada al sur del río homónimo, que comprende 91 726 km².

## Tratado Polo-Bustamante
El Perú estaba dispuesto a cumplir el laudo y a poner fin a su diferendo de límites con Bolivia, convino a firmar un acuerdo de ejecución de fallo, en que se estipulaban algunos canjes de territorio en los territorios adjudicados por el árbitro a ambas partes.
El 17 de septiembre de 1909, el tratado fue firmado entre el ministro plenipotenciario del Perú, doctor Solón Polo, y el canciller boliviano, Daniel Sánchez-Bustamante.

Partiendo del río Suches, la línea cruza el lago del mismo nombre y se dirige por los cerros Polomani Tranca, Palomani Kunca, pico de Palomani y cordillera de Yagua Yagua. Desde este punto se dirige por la cordillera de Huajra, de Lurini y de Ichocorpo, siguiendo la línea de división de las aguas entre los ríos Lanza y Tambopata hasta los 14° de latitud Sur, y de allí avanza hasta encontrar en el mismo paralelo el río Lanza y continúa por este río hasta su confluencia con el Tambopata. Luego la frontera va a encontrar la cabecera occidental del río Heath y sigue por este río hasta el Madre de Dios. Desde la confluencia del río Heath con el Madre de Dios, se trazo una línea geodésico que partiendo de la boca de Heath va al occidente de la barraca Illampu, sobre el Manuripe, y dejando esa propiedad del lado de Bolivia la línea fronteriza se dirige a la confluencia del arroyo Yaverija con el río Acre, quedando para Bolivia todos los territorios situados al oriente de dicha línea y pura el Perú los situados al occidente de la mismo.